# Srđan Vidaković
Srđan Vidaković (Apatin, 13 ottobre 1986) è un calciatore croato, centrocampista del Darda.

## Carriera

### Club
Vidaković ha giocato nelle giovanili dell'Osijek, per poi passare al Grafičar-Vodovod. A gennaio 2008 ha fatto ritorno all'Osijek, in 1. HNL, per cui ha esordito in data 1º marzo, subentrando a Matej Vlaović nel successo per 0-1 maturato sul campo del Međimurje Čakovec. Il 19 aprile 2008 ha trovato la prima rete nella massima divisione locale, nel successo casalingo per 2-1 sullo NK Zagabria.
Nel 2014 è passato al Bistra, in 2. HNL. Ha debuttato con questa maglia il 17 settembre di quello stesso anno, schierato titolare nel pareggio a reti inviolate arrivato sul campo del Rudeš Zagabria. Nel 2015 è passato agli omaniti dell'Al-Seeb, per poi far ritorno in Croazia e giocare nello NK Sesvete.
Successivamente a questa esperienza, Vidaković è stato ingaggiato dai malesi del Kuantan. Nel 2017 si è accordato con i bosniaci del Metalleghe-BSI, per cui ha esordito in Premijer Liga in data 22 aprile, subentrando ad Elvedin Aletić nel pareggio casalingo per 0-0 contro il Mladost Doboj Kakanj.
Il 16 agosto 2017, Vidaković è stato ufficialmente ingaggiato dai norvegesi dell'Alta, militanti in 2. divisjon – terzo livello del campionato locale. Ha esordito in squadra il 2 settembre successivo, subentrando ad Håvard Mannsverk nella sconfitta per 4-0 subita sul campo dell'Asker. Ha lasciato la squadra al termine della stagione.

## Statistiche

### Presenze e reti nei club
Statistiche aggiornate al 26 ottobre 2017.
| Stagione            | Club           | Campionato    | Campionato | Campionato | Coppe nazionali | Coppe nazionali | Coppe nazionali | Coppe continentali | Coppe continentali | Coppe continentali | Supercoppe | Supercoppe | Supercoppe | Totale | Totale |
| Stagione            | Club           | Comp          | Pres       | Reti       | Comp            | Pres            | Reti            | Comp               | Pres               | Reti               | Comp       | Pres       | Reti       | Pres   | Reti   |
| ------------------- | -------------- | ------------- | ---------- | ---------- | --------------- | --------------- | --------------- | ------------------ | ------------------ | ------------------ | ---------- | ---------- | ---------- | ------ | ------ |
| gen.-giu. 2008      | Osijek         | 1.HNL         | 9          | 1          | CC              | ?               | ?               | -                  | -                  | -                  | -          | -          | -          | 9+     | 1+     |
| 2008-2009           | Osijek         | 1.HNL         | 18         | 1          | CC              | ?               | ?               | -                  | -                  | -                  | -          | -          | -          | 18+    | 1+     |
| 2009-2010           | Osijek         | 1.HNL         | 20         | 1          | CC              | ?               | ?               | -                  | -                  | -                  | -          | -          | -          | 20+    | 1+     |
| 2010-2011           | Osijek         | 1.HNL         | 25         | 2          | CC              | ?               | ?               | -                  | -                  | -                  | -          | -          | -          | 25+    | 2+     |
| 2011-2012           | Osijek         | 1.HNL         | 9          | 3          | CC              | ?               | ?               | -                  | -                  | -                  | -          | -          | -          | 9+     | 3+     |
| 2012-2013           | Osijek         | 1.HNL         | 0          | 0          | CC              | ?               | ?               | -                  | -                  | -                  | -          | -          | -          | ?      | ?      |
| 2013-2014           | Osijek         | 1.HNL         | 5          | 0          | CC              | 1               | 0               | -                  | -                  | -                  | -          | -          | -          | 6      | 0      |
| Totale Osijek       | Totale Osijek  | Totale Osijek | 86         | 8          |                 | 1+              | 0+              |                    | -                  | -                  |            | -          | -          | 87+    | 8+     |
| set. 2014-gen. 2015 | Bistra         | 2.HNL         | 12         | 0          | CC              | 1               | 0               | -                  | -                  | -                  | -          | -          | -          | 13     | 0      |
| gen.-giu. 2015      | Al-Seeb        | OL            | ?          | ?          | CO+CdL          | ?               | ?               | -                  | -                  | -                  | -          | -          | -          | ?      | ?      |
| nov.-dic. 2015      | NK Sesvete     | 2.HNL         | 0          | 0          | CC              | 0               | 0               | -                  | -                  | -                  | -          | -          | -          | 0      | 0      |
| 2016                | Kuantan        | PL            | ?          | ?          | FACup           | ?               | ?               | -                  | -                  | -                  | -          | -          | -          | ?      | ?      |
| apr.-giu. 2017      | Metalleghe-BSI | PL            | 5          | 0          | CBE             | -               | -               | -                  | -                  | -                  | -          | -          | -          | 5      | 0      |
| ago.-dic. 2017      | Alta           | 2D            | 1          | 0          | CN              | -               | -               | -                  | -                  | -                  | -          | -          | -          | 1      | 0      |
| Totale              | Totale         | Totale        | 104+       | 8+         |                 | 2+              | 0+              |                    | -                  | -                  |            | -          | -          | 106+   | 8+     |